# Philippe Nakellentuba Ouédraogo
Philippe Nakellentuba Ouédraogo (Konéan, 31 dicembre 1945) è un cardinale e arcivescovo cattolico burkinabé, dal 16 ottobre 2023 arcivescovo emerito di Ouagadougou.

## Biografia
Philippe Nakellentuba Ouédraogo è nato nel 1945, come risulta dall'annuario pontificio 2025, a Konéan, provincia di Sanmatenga e vicariato apostolico di Ouagadougou (oggi nella diocesi di Kaya), nella parte centro settentrionale dell'allora colonia francese dell'Alto Volta (oggi Burkina Faso); è figlio di Pierre Zudwende Ouédraogo e Jeanne Pegrima.

### Formazione e ministero sacerdotale
Dopo aver compiuto gli studi primari nella scuola pubblica di Kaya tra il 1952 ed il 1959, ha deciso di seguire la vocazione al sacerdozio e si è iscritto al Seminario minore di Pabré nella capitale Ouagadougou, conseguendo il baccalaureato nel 1967; in seguito è passato al Seminario regionale di Koumi, nella diocesi di Bobo-Dioulasso (oggi arcidiocesi), allo scopo di perfezionare la sua preparazione in filosofia e teologia.
Ha ricevuto l'ordinazione sacerdotale il 14 luglio 1973 per imposizione delle mani di Constantin Guirma, vescovo di Kaya; si è incardinato, ventiseienne, come presbitero della medesima diocesi. Subito dopo gli è stato assegnato il primo incarico pastorale come vicario nella parrocchia della cattedrale di Nostra Signora a Kaya, che ha svolto per un quinquennio. Nel 1978 ha deciso di trasferirsi a Roma, in Italia, dove ha proseguito il ciclo di studi superiori presso la Pontificia università urbaniana, conseguendo il dottorato in diritto canonico nel 1982.
Al suo rientro in Burkina Faso nel 1983, è tornato nella parrocchia della cattedrale prima come viceparroco, per un anno, poi come parroco dal 1984 al 1991. In ambito diocesano è stato membro del tribunale ecclesiastico regionale, direttore delle Pontificie opere missionarie dal 1987 al 1996, e vicario generale dal 1989 al 1994. Incaricato della fondazione del Seminario minore "Saint Cyprien", tra il 1992 ed il 1995, ne è divenuto il primo rettore nel 1993 per poi tornare al ministero pastorale come parroco della comunità di "Notre Dame de l'Assomption" a Pissila, incarico svolto fino alla promozione all'episcopato.

### Ministero episcopale

#### Vescovo di Ouahigouya
Il 5 luglio 1996 papa Giovanni Paolo II lo ha nominato, cinquantunenne, vescovo di Ouahigouya; è succeduto a Marius Ouédraogo, deceduto il 15 luglio 1995 a soli sessantun anni. Ha ricevuto la consacrazione episcopale il 23 novembre successivo, nella cattedrale di Nostra Signora della Liberazione ad Ouahigouya, per imposizione delle mani di Jean-Marie Untaani Compaoré, arcivescovo metropolita di Ouagadougou, assistito dai co-consacranti Léon-Raymond Soulier, vescovo di Limoges, e Constantin Guirma, vescovo emerito di Kaya e che già lo aveva ordinato sacerdote; ha preso possesso della diocesi durante la stessa cerimonia. Come suo motto episcopale ha scelto Unis dans l'amour, annonçon Jésus Christ, che tradotto vuol dire "Uniti nell'amore, annunciate Gesù Cristo".
Durante il suo episcopato a Ouahigouya, si è impegnato a dare corpo a quanto stabilito nella I assemblea speciale per l'Africa del Sinodo dei vescovi del 1994 con tema La Chiesa in Africa e la sua missione evangelizzatrice verso l'anno 2000: "Sarete miei testimoni" (At 1, 8), impegnandosi in particolare nel campo dell'educazione ad ogni livello.
Nel 1997 è divenuto presidente della commissione per le Pontificie opere missionarie della Conferenza episcopale di Burkina Faso e Niger (CEBN), di cui nel 2001 è poi divenuto presidente subentrando a Jean-Baptiste Somé, vescovo di Diébougou. In tale veste ha partecipato alla X assemblea generale ordinaria del Sinodo dei vescovi, svoltosi nella Città del Vaticano dal 3 settembre al 6 novembre dello stesso anno, con tema Il Vescovo: Servitore del Vangelo di Gesù Cristo per la speranza del mondo; il 3 ottobre è stato anche ricevuto in udienza dal papa.
Il 13 giugno 2003 si è recato in Vaticano, assieme agli altri membri dell'episcopato burkinabé e nigerino, per la visita ad limina apostolorum, allo scopo di discutere con il pontefice della situazione e dei problemi relativi alla sua diocesi; il 1º luglio è stato anche nominato consultore della Congregazione per l'evangelizzazione dei popoli.
Nel maggio 2007 ha terminato il proprio mandato come presidente della CEBN, quando gli è succeduto Séraphin François Rouamba, arcivescovo metropolita di Koupéla. Al termine del 2008 ha inoltre celebrato una messa per i cinquant'anni dell'istituzione della diocesi, consacrando la nuova cattedrale ed ordinando sette nuovi sacerdoti.

#### Arcivescovo metropolita di Ouagadougou

Stemma da arcivescovo metropolita

Il 13 maggio 2009 papa Benedetto XVI lo ha promosso, sessantaquattrenne, arcivescovo metropolita di Ouagadougou; è succeduto al settantacinquenne Jean-Marie Untaani Compaoré, contestualmente dimissionario per raggiunti limiti d'età dopo quattordici anni di governo pastorale. Ha preso possesso dell'arcidiocesi durante una cerimonia svoltasi nella cattedrale dell'Immacolata Concezione ad Ouagadougou il 13 giugno successivo. Il 29 giugno, giorno della solennità dei Santi Pietro e Paolo, si è recato nella basilica di San Pietro in Vaticano, dove il papa gli ha imposto il pallio, simbolo di comunione tra il metropolita e la Santa Sede; è stato anche ricevuto in udienza dal pontefice.
Dal 4 al 25 ottobre dello stesso anno ha preso parte alla II assemblea speciale per l'Africa del Sinodo dei vescovi, svoltasi in Vaticano, con tema La Chiesa in Africa a servizio della riconciliazione, della giustizia e della pace. "Voi siete il sale della terra ... Voi siete la luce del mondo" (Mt 5, 13.14); ciò lo ha portato ad indirizzare il proprio ministero verso le piccole comunità cristiane, stando accanto a coloro che soffrono la fame e mancano di strutture sanitarie ed igieniche. Inoltre, essendo il Burkina Faso un Paese a maggioranza musulmana, altro punto importante del suo ministero è il dialogo con l'islam, partecipando spesso a cerimonie come quella del Id al-adha ed invitando  musulmani alle celebrazioni cristiane.
Il 18 marzo 2010 ha compiuto una seconda visita ad limina in Vaticano.

### Cardinalato

Stemma cardinalizio

Il 12 gennaio 2014, durante l'angelus domenicale, papa Francesco ha annunciato la sua creazione a cardinale nel concistoro del 22 febbraio seguente, il primo del suo pontificato; sessantanovenne, è il secondo porporato burkinabé nella storia della chiesa dopo Paul Zoungrana, M.Afr., di cui è il secondo successore ad Ouagadougou. Durante la cerimonia, svoltasi nella basilica di San Pietro in Vaticano alle ore 11:00, il pontefice gli ha conferito la berretta, l'anello cardinalizio ed il titolo presbiterale di Santa Maria Consolatrice al Tiburtino; il titolo era vacante dal 17 dicembre 2013, giorno della morte del cardinale spagnolo Ricardo María Carles Gordó, arcivescovo emerito di Barcellona. Ha preso possesso della sua chiesa titolare in una celebrazione svoltasi il 27 aprile successivo alle ore 18:00.
Il 22 maggio seguente lo stesso papa lo ha nominato membro della Congregazione per l'evangelizzazione dei popoli e del Pontificio consiglio per il dialogo interreligioso. Inoltre dal 5 al 19 ottobre seguente ha partecipato, come membro di nomina pontificia, alla III assemblea generale straordinaria del Sinodo dei vescovi con tema Le sfide pastorali della famiglia nel contesto dell'evangelizzazione; ha preso parte anche alla successiva XIV assemblea generale ordinaria, dal 4 al 25 ottobre 2015, con tema La vocazione e la missione della famiglia nella Chiesa e nel mondo contemporaneo.
Il 28 ottobre 2016 il papa lo ha nominato anche membro della Congregazione per il culto divino e la disciplina dei sacramenti.
Il 28 maggio 2018 ha compiuto una terza visita ad limina in Vaticano.
Il 12 luglio 2019, nella Sala dei Trattati del Palazzo Apostolico, ha assistito alla firma dell'accordo tra la Santa Sede e lo Stato del Burkina Faso sullo statuto giuridico della Chiesa cattolica in Burkina Faso, con il riconoscimento della personalità giuridica pubblica della Chiesa e delle sue Istituzioni e l'impegnano a collaborare per il benessere morale, spirituale e materiale della persona umana e per la promozione del bene comune. Lo stesso mese è stato anche eletto presidente del Simposio delle conferenze episcopali di Africa e Madagascar, succedendo a Gabriel Mbilingi, arcivescovo metropolita di Lubango.
Durante la Veglia Pasquale del 2021 il cardinale ha pronunciato una omelia ritenuta molto conservatrice in cui si è schierato contro la benedizione delle unioni omosessuali da parte di alcuni esponenti del clero europeo stigmatizzando anche la decisione degli Stati di introdurre questo istituto giuridico nei loro ordinamenti. Ha inoltre ribadito la dottrina cattolica dell’indissolubilità del matrimonio e del rifiuto della poligamia e si è scagliato contro i contraccettivi ritenuti un mezzo “insidioso” e affermando che “ogni cristiano dovrebbe, come San Giuseppe, accogliere la vita umana, essere disponibile per essa e proteggerla”.
Il 16 ottobre 2023 papa Francesco ha accettato la sua rinuncia all'ufficio di arcivescovo di Ouagadougou e nominato suo successore Prosper Kontiebo, fino ad allora vescovo di Tenkodogo.  
Il 7 e 8 maggio 2025 ha partecipato come cardinale elettore al conclave che ha portato all'elezione di papa Leone XIV.

## Genealogia episcopale e successione apostolica
La genealogia episcopale è:
- Cardinale Scipione Rebiba
- Cardinale Giulio Antonio Santorio
- Cardinale Girolamo Bernerio, O.P.
- Arcivescovo Galeazzo Sanvitale
- Cardinale Ludovico Ludovisi
- Cardinale Luigi Caetani
- Cardinale Ulderico Carpegna
- Cardinale Paluzzo Paluzzi Altieri degli Albertoni
- Papa Benedetto XIII
- Papa Benedetto XIV
- Papa Clemente XIII
- Cardinale Bernardino Giraud
- Cardinale Alessandro Mattei
- Cardinale Pietro Francesco Galleffi
- Cardinale Filippo de Angelis
- Cardinale Amilcare Malagola
- Cardinale Giovanni Tacci Porcelli
- Papa Giovanni XXIII
- Cardinale Paul Zoungrana, M.Afr.
- Arcivescovo Jean-Marie Untaani Compaoré
- Cardinale Philippe Nakellentuba Ouédraogo

La successione apostolica è:
- Vescovo Joachim Ouédraogo (2005)
- Vescovo Justin Kientega (2010)
- Vescovo Léopold Médard Ouédraogo (2012)
- Vescovo Dominique Banlène Guigbile (2017)
- Vescovo Prosper Bonaventure Ky (2018)
- Vescovo David Koudougou (2025)
- Vescovo Ignatius Kanmurum AnipuIgnatius Kanmurum Anipu, M.Afr. (2025)